# يلينا خروستاليفا
إيلينا فلاديميروفنا خروستاليفا (الروسية: Елена Владимировна Хрусталёва) وهي متسابقة بياثلون بيلاروسية روسية كازاخستانية ولدت في يوم 28 سبتمبر 1980 في مدينة كراسنويارسك في روسيا وقد شاركت في الألعاب الأولمبية الشتوية 2010 في فانكوفر في كندا في 15 كلم وفازت بالميدالية الفضية، كما فازت بالميدالية الذهبية في بطولة آسيا.

## روابط خارجية
- يلينا خروستاليفا على موقع IBU (الإنجليزية)
- يلينا خروستاليفا على موقع أوليمبيديا (الإنجليزية)